# 후타쓰이정
후타쓰이정(二ツ井町) 아키타현 북부에 있던 정이다. 2006년 3월 21일에 노시로시와 합병해, 새로운 노시로시가 되었기 때문에 폐지했다.
남북으로 가늘고 긴 형상, 북쪽은 세계유산인 시라카미 산지에 접해 있다. 합병 후도 노시로시 후타쓰이초로서 지명이 남는다.

## 역사
- 1889년 4월 1일 - 정촌제 시행에 수반해 야마모토군 후타쓰이촌이 성립하였다.
- 1902년 6월 4일 - 후타쓰이촌이 정으로 승격해 후타쓰이정이 되었다.
- 1955년 3월 25일 - 다네우메촌, 도미네촌,니아게바촌과 합병해 새로운 후타쓰이정이 성립하였다.
  - 10월 1일 - 다카노스정의 일부를 편입하였다.
  - 12월 25일 - 히비키촌을 편입하였다.
- 2006년 3월 21일 노시로시와 신설 합병해 새로운 노시로시가 성립해. 동일 후타쓰이정은 폐지되었다.

## 교통

### 철도
- 동일본 여객철도 오우 본선

### 도로
- 국도 7호선